# Хаджимишева къща (Тодор Хаджимишев)
Вижте пояснителната страница за други значения на Хаджимишева къща.
Хаджимишевата къща (на гръцки: Βίλα Θόδωρου Χατζημήσεφ) е историческа постройка в град Солун, Гърция. Днес в нея се помещава основната част от Първа мъжка солунска гимназия.

## Местоположение
Сградата е разположена в южния квартал Пиргите, на булевард „Василиса Олга“ № 3.

## История
Сградата е построена в периода 1890 - 1896 година за нуждите на видния български солунски търговец Тодор Хаджимишев. Архитект на къщата е вероятно Фредерик Шарно, построил и къщата на брата на Тодор Иван Хаджимишев, тъй като двете са индентични.
След разделянето на Солунската гръцка гимназия на Първа и Втора, в 1918 година от 1921 година вилата служи за нуждите на Първа мъжка солунска гимназия като основна сграда. Сградата принадлежи на държавата от 1928 година, а в 1934 година става собственост на настоятелството на гимназията.
След 1960 година стената, която разделя Хаджимишевата къща от съседната Вила „Йосиф Модиано“, е разрушена и в нея също е настанена гимназията.
Първа солунска мъжка гимназия се помещава в Хаджимишевата къща (и с помощна сграда Вила „Йосиф Модиано“) до Солунското земетресение в 1978 година, по време на което и двете сгради пострадват сериозно. В 1979 година сградата на Хаджимишевата къща и околността ѝ са обявени с указ за паметник на културата.
В 1997 година, когато Солун е културна столица на Европа, сградата е раставрирана и Първа солунска мъжка гимназия е върната в Хаджимишевата къща. Гимназията заема отново и Вила „Йосиф Модиано“, използвайки я за помощна сграда и започвайки ремонтни дейности по възстановяването на двете вили.

## Архитектура
В архитектурно отношение е двуетажна, неокласическа жилищна сграда, с 12 стаи и 2 дневни и със симетрия в отворите, както във вертикалната, така и в хоризонталната ос. Централната ос на главната фасада е подчертана от присъствието на главния вход и балкона. Балконът се поддържа от мраморни фризове. Декорацията е семпла и геометрична, с фалшиви колони и капители. Отзад дясната вертикална ос се простира навън, създавайки Г-образна сграда.